# Бродовські
Бродовські (пол. Brodowski) — дворянський рід.
Карл (Karol, syn Józefa) Бродовський (1766—1841), статс-секретар Адміністративної ради Царства Польського, признаний у потомственій дворянській гідності Царства Польського з гербом БРОДОВСЬКИЙ (ЛАДА II) у 1838 р. і на вказану гідність 02.10.1839 жалуваний дипломом.

## Опис герба
На червоному полі срібна підкова, шипами обернена донизу; на її вершині срібний хрест; праворуч від неї стріла, що летить угору, а ліворуч чоловік у мисливському одязі тримає спорядження схоже на вила, які використовують мисливці.
Намет на щиті червоний, підкладений сріблом. У шоломі коронований лев, що наполовину виходить вправо й тримає в лапі меч. Герб Бродовських внесено до Частини 3 Гербовника дворянських родів Царства Польського, стор. 119.